# Grissino
Il grissino (ghërsin IPA: [ɡəɾˈsiŋ] in piemontese) è una delle più celebri e diffuse specialità della gastronomia torinese, nonché una delle più note della cucina italiana all'estero.

## Il nome
Il nome "grissino" deriva dalla ghërsa, il classico pane piemontese di forma allungata.

## Storia

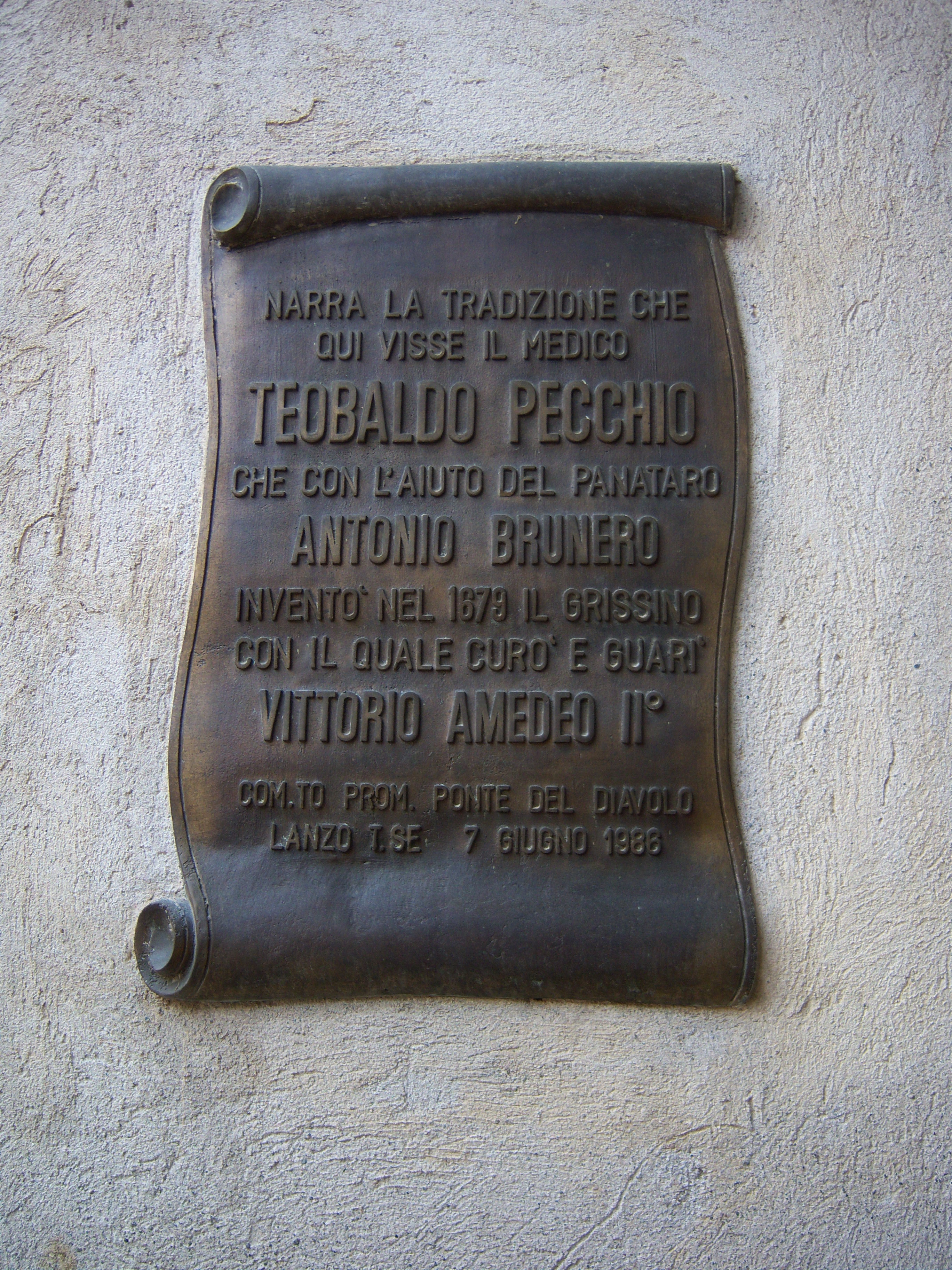
La targa che ricorda l'invenzione del grissino a Lanzo Torinese.

Tradizionalmente la sua nascita si fa risalire al 1679, quando il fornaio di corte Antonio Brunero, sotto le indicazioni del medico lanzese Teobaldo Pecchio, inventò questo alimento per poter nutrire il futuro re Vittorio Amedeo II, di salute cagionevole ed incapace di digerire la mollica del pane. Re Carlo Felice li prediligeva così tanto che, in palco, al Teatro Regio, ne sgranocchiava per passatempo.
Il successo dei grissini fu particolarmente rapido, sia per la maggiore digeribilità rispetto al pane comune, sia per la possibilità di essere conservato anche per diverse settimane senza alcun deterioramento.  Fra i grandi estimatori del grissino torinese non si può non citare Napoleone Bonaparte, il quale creò, all'inizio del XIX secolo un servizio di corriera fra Torino e Parigi prevalentemente dedicato al trasporto di quelli ch'egli chiamava les petits bâtons de Turin.

## Composizione
Del tutto identica a quella del pane normale, salvo che la forma lunga e stretta fa sì che la cottura sia più uniforme e quindi, causa la sottigliezza dell'impasto, il prodotto finale in pratica è come pane di sola crosta, cioè privo di mollica. Gli ingredienti sono: farina 00, acqua, lievito e sale. Recentemente sono state introdotte varianti nella composizione che vengono commercializzati come "grissini al...": latte al posto dell'acqua, aggiunta di olio di oliva, aggiunta di grasso animale (strutto in genere), aggiunta di aromatizzanti vari, fino a variarne la forma (più tozza). L'aggiunta di sostanze grasse rende il grissino più "morbido", ma ne limita la durata di conservazione. 
Ci sono anche alcune versioni che utilizzano l'esubero di pasta madre, che inevitabilmente avanza dopo i rinfreschi, per la realizzazione di grissini con una più lunga conservazione.

## Tipologie

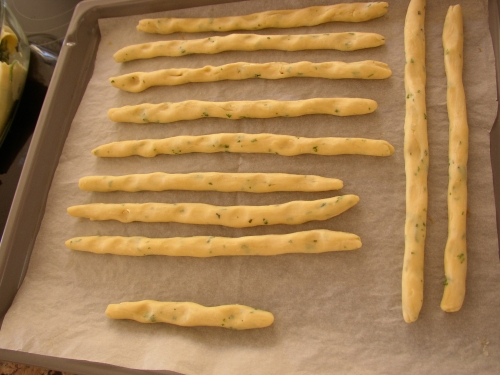
Grissini fatti in casa

La forma di grissino più antica e tradizionale è indubbiamente il rubatà, che in piemontese significa "caduto", di lunghezza variabile dai 40 agli 80 cm, facilmente riconoscibile per la caratteristica nodosità, dovuta alla lavorazione a mano. La zona di produzione classica del rubatà copre le zone di Chieri, del Torinese, di Andezeno e del Monregalese.
L'unica altra forma di grissino tradizionale e tutelata è il "grissino stirato". D'invenzione più recente rispetto al robatà, si distingue da questi in quanto la pasta, invece che essere lavorata manualmente per arrotolamento e leggero schiacciamento, viene allungata tendendola dai lembi per la lunghezza delle braccia del panificatore, il che conferisce maggiore friabilità al prodotto finale. Soprattutto questo tipo di lavorazione permise la produzione meccanizzata già a partire dal XVIII secolo.
Ne esistono anche diversi tipi aromatizzati (all'origano, al sesamo, al cumino, ecc.).

## Il grissino nell'arte
Nel duomo di Chieri, in un affresco del battistero (XV secolo), c'è un personaggio che sembra mangiare un grissino.